# 列昂尼德·戈沃罗夫
列昂尼德·亚历山德罗维奇·戈沃罗夫（俄語：Леони́д Алекса́ндрович Го́воров，1897年2月22日—1955年3月19日）苏联军事领导人，於1944年被授予苏联元帅。戈沃罗夫于1920年参加苏联红军，一直担任炮兵指挥官，后曾在伏龙芝军事学院和总参军事学院深造。1940年因在苏芬战争中的杰出表现受到提拔。二战爆发后指挥第5集团军在莫斯科战役中顽强阻挡了德军的正面进攻。从1942年4月到二战结束他一直担任列宁格勒方面军司令，指挥保卫列宁格勒和列宁格勒解围战役。1944年他被授予苏联元帅军衔，1945年获得苏联最高军功章：胜利勋章:214。

## 早年

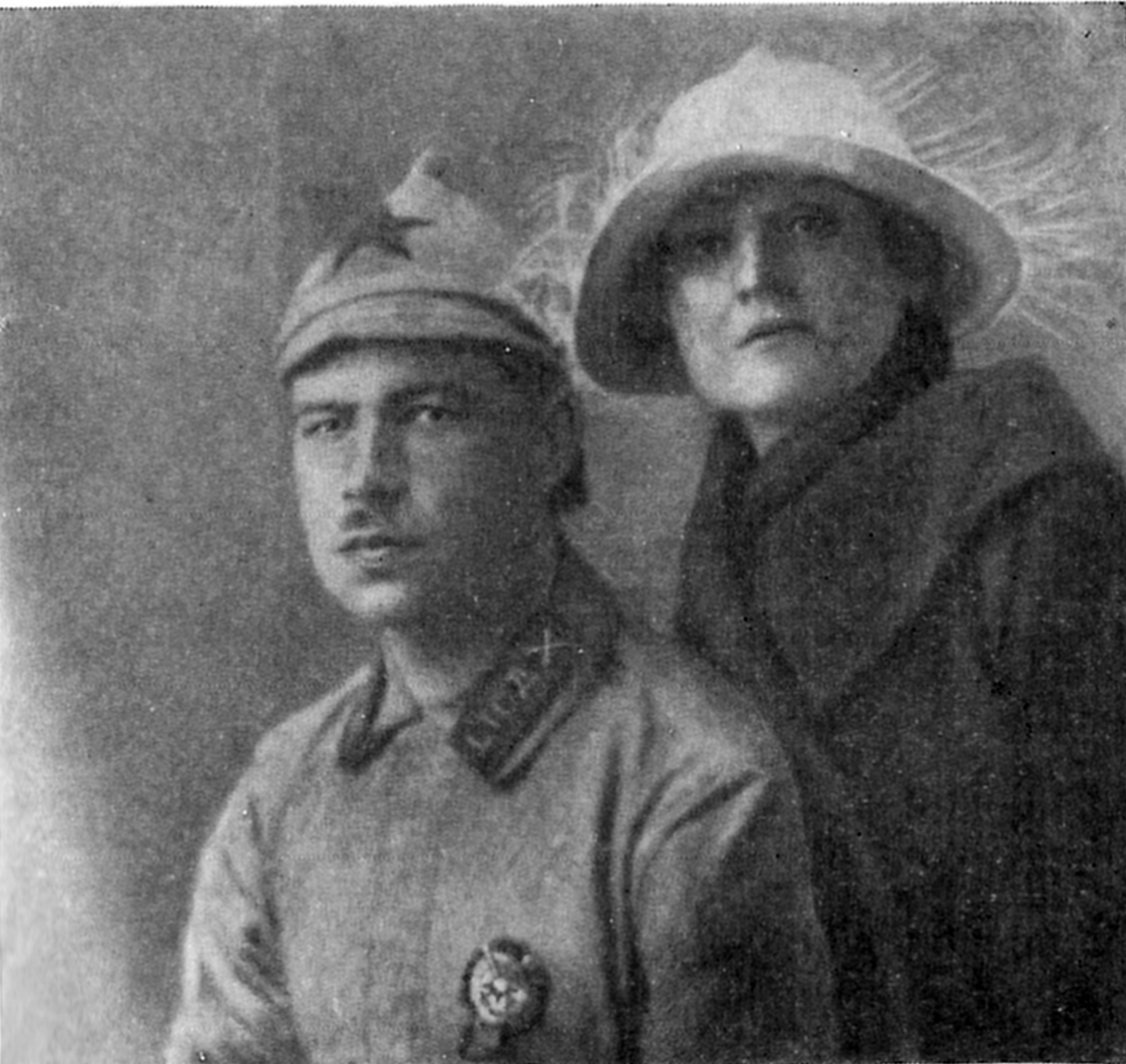
戈沃罗夫和他的妻子,摄于1923年

列奥尼德·亚历山德罗维奇·戈沃罗夫生于一个农民家庭，曾就读于叶拉布加的技术高中，之后进入彼得格勒彼得大帝综合理工学院的造船系学习。第一次世界大战爆发后，俄国兵员不足，很多在校的学生都被征召，戈沃罗夫于1916年12月应征入伍，入康斯坦丁炮兵学校学习。1917年毕业后，他成为一名炮兵中尉。
十月革命之后，沙俄军队解散，戈沃罗夫在叶拉布加市的一个合作社工作。1918年10月高尔察克率领的白军占领该城，戈沃罗夫被征参加白军。1919年10月他带领所属炮兵连的部分士兵到托木斯克，加入工人战斗队，参加反对白军的起义。1919年12月苏军进入托木斯克。次年1月戈沃罗夫加入了红军，进入第51步兵师担任炮兵军官。他曾在东线和南线作战，指挥的炮兵营在1920年5月的坚守卡霍夫卡登陆场的战斗中，巧妙的布置障碍和使用炮兵抵进射击，摧毁了弗兰格尔部队中的英国坦克，自己英勇负伤，获得一枚红旗勋章。

## 军事教育与苏芬战争
俄国内战结束后，戈沃罗夫继续在第51步兵师炮兵主管。1925年起任炮兵团长，以后历任筑垒地域炮兵主任、步兵第14和第15军炮兵主任。先后毕业于炮兵进修班（1926年）、高级速成班（1930年）和伏龙芝军事学院（1933年），还自学了德语，翻译外军文章。他把工作同学习结合起来，工作能力和进取心都很强。1936年成为新建立的总参军事学院的首批学员，同时入学的华西列夫斯基后来回忆道：“他在我们小组年纪最大，受到普遍的尊敬”。1938年从总参军事学院毕业，在捷尔任斯基炮兵学院任教:199-200。1939年完成了自己的第一篇论文。当时正值大清洗，戈沃罗夫险些被逮捕，但最终因为伏罗希洛夫和米哈伊尔·伊万诺维奇·加里宁的搭救而幸免遇难。
1940年苏芬战争时期，戈沃罗夫作为突破筑垒地域和使用炮兵的专家被派往前线，担任第7集团军炮兵参谋长，他和基里尔·阿法纳西耶维奇·梅列茨科夫、沃罗诺夫等合作对突破曼纳海姆防线的炮火保障的准备和实施进行了大量工作，因此被授予红星勋章。苏芬战争之后，戈沃罗夫被授予炮兵少将军衔，提拔为苏联红军炮兵副总监，他曾在1940年底的全军高级将领会议上，讲述了突破曼纳海姆防线的经验并阐述了他对日益扩大的战争的理解。1941年5月担任捷尔任斯基炮兵学院院长。

## 二战期间

### 1941年到1942年初

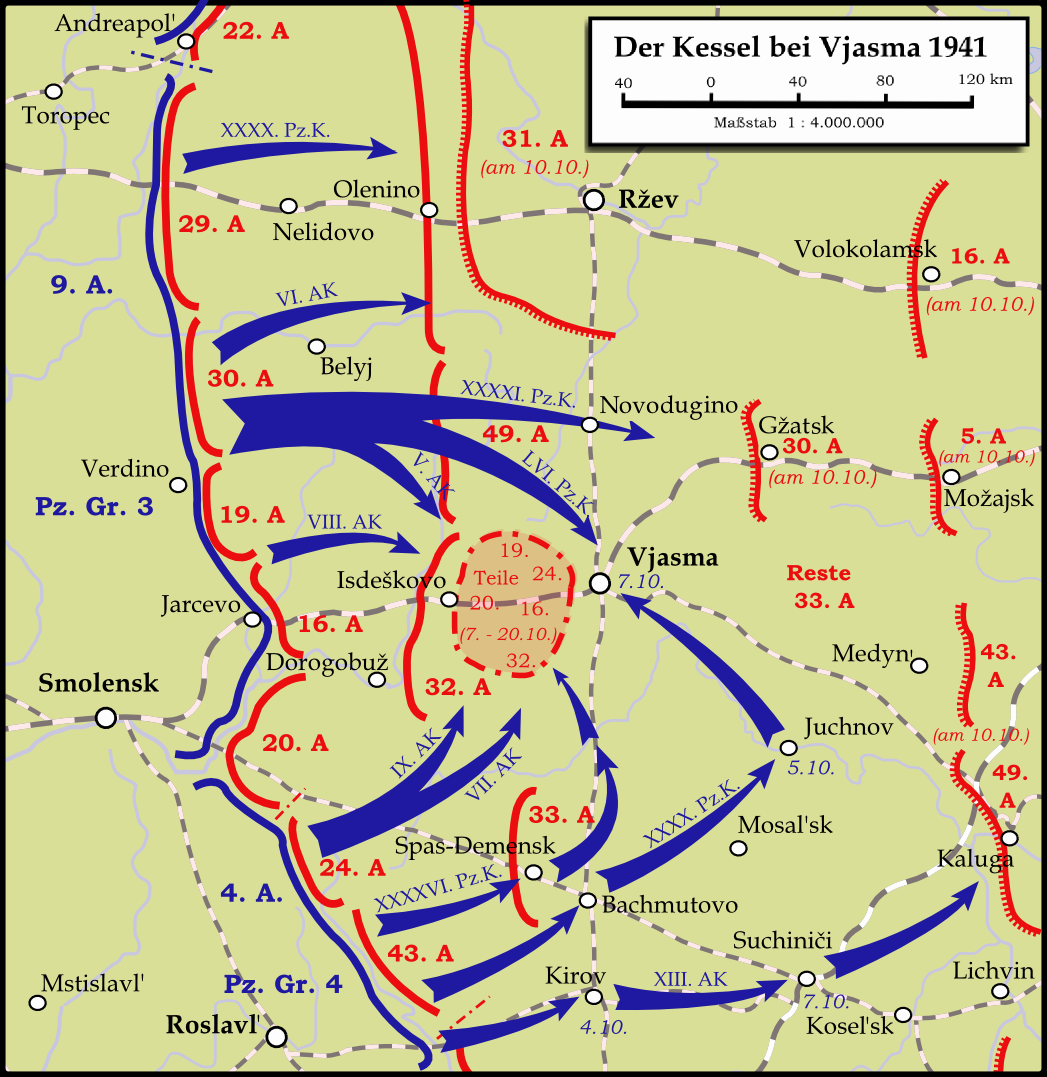
1941年9月－10月的莫斯科前线态势图，戈沃罗夫率领第5集团军位于维亚济马到莫斯科的公路正面，右面是洛克所附斯基率领的第16集团军

苏德战争一开始就被任命为西方向炮兵主任，1941年年7月底朱可夫因主张从基辅撤退和斯大林发生冲突，被撤去总参谋长职务，改任预备队方面军司令员，戈沃罗夫则被派任预备队方面军炮兵主任，精通炮兵业务，对战役战术问题也很熟悉的戈沃罗夫协助朱可夫组织了对叶利尼亚突出部的进攻，取得了苏德战争开始后少有的胜利。
之后升任西方面军炮兵主任，1941年10月5日苏联国防委员会作出了保卫莫斯科的决定，戈沃罗夫就跟随大本营代表华西列夫斯基，把斯摩棱斯克战役中冲出重围的部队集合起来，在莫札伊斯克地区组织防御:679。18日接替负伤的德米特里·丹尼洛维奇·列柳申科擔任保卫莫扎伊斯克的第5集团军司令。在莫斯科战役中和第33、34集团军一起组成了西方面军的正面防线，顽强的挡住了从明斯克公路前来的德军的进攻，并且利用德军在11月的攻击中止，巩固了防线。12月1日京特·冯·克鲁格率领的第4集团军在第5集团军和第33集团军结合部形成了突破，但随后被预备队挡住，第5集团军得以避免被包围

### 保卫列宁格勒

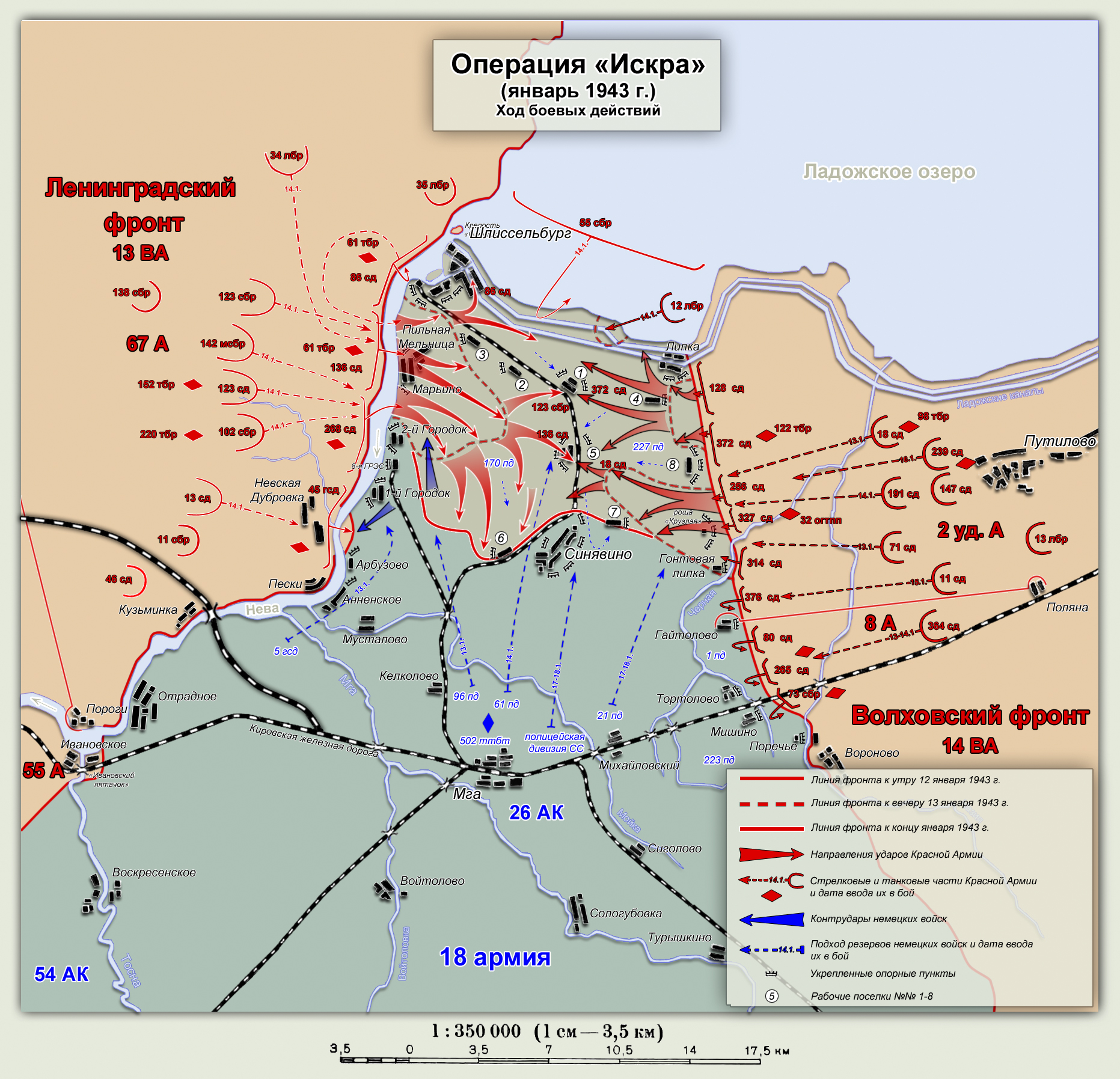
火花行动示意图，图中自左向右进攻的即为戈沃罗夫率领的列宁格勒方面军

1942年4月升任列宁格勒方面军下属的列宁格勒军事集群司令，不久列宁格勒方面军司令霍津中将在柳班战役中命令楔入德方战线的第二突击集团军继续进攻，导致其大部被歼灭。列宁格勒方面军不得不分拆出沃尔霍夫方面军，由基里尔·阿法纳西耶维奇·梅列茨科夫率领，则接替霍津担任列宁格勒方面军司令。戈沃罗夫以积极行动牵制着敌军兵力，减轻列宁格勒被围处境，但由于兵力不足，无法立刻实施解围行动。1942年7月一直十分谦虚，认为自己不具备入党资格的戈沃罗夫提出了加入了苏联共产党的申请，获得批准:679。
1942年夏天列宁格勒方面军和沃尔霍夫方面军联合发起了旨在解除列宁格勒之围的西尼亚维诺攻势，苏军的考虑是：由于没有力量进行太长时间战役，故选择了这条离列宁格勒最短的路线进行进攻，也可以造成攻击的突然性。不料德国北方集团军群当时正在策划“北极光”行动，从南方调来了曼施坦因的第11军团，希望可以一举占领列宁格勒，这正好大大加强了拉多加湖南岸的防御。最终的结果是，苏军未能达到给列宁格勒解围的目的，反而被曼施坦因实施的反突击得手，导致第2突击集团军再次被合围损失惨重，而德军同样损失不小，只得放弃“北极光行动”。
从1942年10月到1943年初戈沃罗夫和梅列茨科夫几次见面，讨论两个方面军的协作问题。1943年1月13日在格奥尔基·朱可夫的协调下，列宁格勒方面军和沃尔霍夫方面的又一次联合行动：“火花行动”开始。5天后两个方面军之间被合围的德军被完全歼灭，到1月22日已经建立了8公里－10公里的走廊，之后迅速组织修建了一条铁路以便更好的给列宁格勒供应物资:273。1月15日被授予上将军衔，1月28日获得一枚表彰进攻的苏沃洛夫勋章。其后一段时间，大本营不断把两个方面军的部队调往乌克兰前线，两个方面军基本处于巩固防御，扩大已经建立的走廊和运输道路之中，1943年11月戈沃罗夫被授予大將军衔。

### 列宁格勒解围后
1944年1月14日苏军发起列寧格勒-大諾夫哥羅德攻勢，到2月底列宁格勒、沃尔霍夫和波罗的海第2方面军将战线推进了300英英哩－400英哩，解放了南列宁格勒地区和部分的加里宁地区:410。3月份起戈沃罗夫组织了纳尔瓦战役，但损失惨重后仍无法突破德军防御，两方恢复僵持状态。5月31日晋升为苏联元帅，6月戈沃罗夫组织进行了维堡攻势。因为地形不允许机动，他集中了空前的炮兵和预备队，突破了曼纳海姆防线，攻占维堡，但未能突破VKT线。
7月起进攻部队被调走参加巴格拉季昂行动，列宁格勒方面军在芬兰方向转入防御阶段。7月底戈沃罗夫发起了纳尔瓦攻势，成功夺取了纳尔瓦，但在随后的坦能堡战役中受阻，使得斯大林的迅速攻占爱沙尼亚的战略落空。1944年9月戈沃罗夫组织了塔林攻势，苏军进占爱沙尼亚。1944年10月戈沃罗夫负责协调本方面军和波罗的海沿岸第2、第3方面军的行动，他积极配合霍夫汉内斯·巴格拉米扬的行动，将德国北方集团军包围在库尔兰口袋里:25。1945年1月获得苏联英雄的称号，5月底因保卫列宁格勒和波罗的海战役胜利获得胜利勋章。

## 战后岁月与评价
二战之后，戈沃罗夫历任列宁格勒军区司令、陆军总监察长，曾参加对尼古拉·格拉西莫维奇·库兹涅佐夫等海军高级将领的审判。1948年7月任新建立的兵种：国土防空部队司令。1950年5月兼任苏联武装力量部副部长，1952年当选为苏共中央候补委员，同年7月任苏联军事部副部长，主管军队军事训练。1953年4月任苏联国防部总监察长，1954年5月任国防部副部长兼新升格为军种的国土防空军总司令。戈沃罗夫在去世前给苏共中央和国防部写信，说道：“我仅仅做了力所能及做的事，但我却应该做得更多”:199-200。1955年3月20日，苏联最高苏维埃主席团在莫斯科公布了戈沃罗夫逝世的讣告，对他给予了极高的评价。他被安葬在克里姆林宫红场墓园，苏联多座城市的街道和广场以戈沃罗夫的名字命名。
华西列夫斯基在自己的回忆录里赞扬戈沃罗夫：“要求严格，性格顽强，表面上看是个干巴巴乃至阴郁的人，实际上非常善良。”“列昂尼德·亞力山德罗维奇的组织能力令人羡慕，他的方面军的机关里没有一个军官是闲坐的。他谙熟司令部的工作，但是参谋长份内的事他是不揽的”:679，认为戈沃罗夫是斯大林最喜欢的方面军司令之一。什捷缅科也回忆戈沃罗夫在部队中有着崇高的威望:256。戈沃罗夫的儿子弗拉基米尔·列昂尼多维奇·戈沃罗夫曾任莫斯科军区司令、苏联国防部副部长兼民防司令，1976年被授予大將军衔。